# Растополье
Растопо́лье (бел. Растаполле) — деревня в составе Маховского сельсовета Могилёвского района Могилёвской области Республики Беларусь.

## Географическое положение
Ближайшие населённые пункты: Дубровка, Волковичи.

## Население
- 1999 год — 2 человека
- 2010 год — 1 человек